# فیلیپو لورا
فیلیپو لورا (انگلیسی: Filippo Lora؛ زادهٔ ۲۱ نوامبر ۱۹۹۳) بازیکن فوتبال اهل ایتالیا است.
از باشگاه‌هایی که در آن بازی کرده‌است می‌توان به باشگاه فوتبال آ.ث. میلان و باشگاه فوتبال چیتادلا اشاره کرد.